# Token Bus

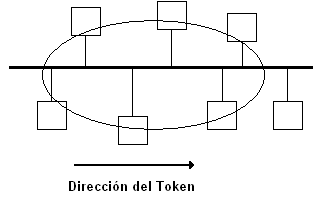
Diagram Token Bus

Síť Token Bus (resp. IEEE 802.4) pracuje na podobném principu jako síť Token Ring (IEEE 802.5), rozdíl je hlavně ve funkčnosti a typu předávání Tokenu. Přístupová metoda je stejná jako u sítě Token Ring. Token Bus je vhodný pro průmyslové a technologické aplikace díky svému deterministickému přístupu k médiu, který zaručuje čas odezvy pod 20ms. Síť je určena pro sítě i s jinou než kruhovou topologií, protože na rozdíl od sítí Token Ring pracuje síť Token Bus s logickou kruhovou topologií. To znamená, že topologie sítě může být například stromová, ale síť Token Bus si řadí posloupnost stanic podle topologie kruhové a tak si síť uspořádá logický kruh, přestože fyzické zapojení je například stromového typu. Díky logickému kruhu může síť určit důležitost jednotlivých stanic a proto tato vlastnost umožňuje hierarchizovat jednotlivé uzly stanic podle stupně důležitosti činnosti například v procesu řízení. Všechny stanice zapojené do sítě Token Bus mohou, na rozdíl od metody Token Ring, číst přenášené informace současně, oproti tomu je jejich identifikace závislá na hodnotě fyzické adresy (MAC). Díky této adrese dochází k jednoduššímu identifikování jednotlivých uzlů stanic a současně adresy pomáhají určit, která stanice je před ni a která za ní. Token navíc obsahuje adresové pole, které umožňuje přímé předávání oprávnění následujícím stanicím. Výhodou protokolu IEEE 802.4 je, že během jednoho cyklu mohou stanice, které jsou například zdrojem velkého provozu, dostat oprávnění k vysílání i vícekrát.

## Vytvoření logického kruhu
Síť Token Bus požaduje, stejně jako síť Token Ring, použití speciálních řídících rámců. Tyto rámce slouží ke zřízení výše zmíněného logického kruhu a jeho udržování. Rozlišují se dva druhy řídících rámců a jeden druh rámců informačních. Řídící rámce se rozlišují od informačních rámců na základě prvních dvou bytů pole FC (typ rámce).

## Linková vrstva
Linková vrstva využívá ve vrstvě MAC deterministickou přístupovou metodu s odevzdáním přístupového práva i v jiné topologii než je kruh, proto tedy nese protokol IEEE 802.4 označení Token Bus. Metoda tak zabezpečuje přístup každého jednotlivého uzlu do sítě nejpozději po uplynutí přesně definovaného časového intervalu. Tím tedy síť poskytuje dynamické předávání jednotlivých uzlů do sítě a řeší poruchy vyvolané uzly v síti.

## Rekonfigurace
Jak již bylo zmíněno, metodou odevzdávání vysílajícího práva po sběrnici sítě je logický kruh, který je tedy virtuálně sestrojen na fyzickém typu dané sítě. Logický kruh je sestaven z posloupnosti uzlů uspořádaných vzestupně podle hodnot MAC adres uzlů stanic. Uzel v síti vždy odesílá vysílací právo tomu uzlu, který má nejbližší vyšší adresu MAC, proto tedy musí daný uzel znát adresu stanice, která je před ní a která je za ní, což znamená adresu přicházejícího uzlu, od kterého přijímá vysílací právo Token a adresu uzlu, kterému bude Token dále předávat. Logický kruh je tedy díky této metodě obousměrný. Pokud by byla do sítě připojována nová stanice, musí být samotná síť rekonfigurována. Rekonfigurace se musí provádět proto, aby se seznam adres aktualizovat a byla v seznamu předávání vysílacího práva Token zahrnuta i stanice nově připojená. Ve světle tohoto vědomí, musíme rozlišovat následující stavy logického kruhu:
Začlenění uzlu do logického kruhuv tomto stavu se postupuje tak, že uzel, který vlastní vysílací právo Token, vysílá před odevzdáním vysílacího práva svému následovníku v síti periodickou výzvu uzlům stanic, které leží mezi jeho adresou a adresou uzlu následujícího již v logickém kruhu. Vysílací stanice následně čeká na stav, který je dále možno rozdělit na tři možné stavy:
1. Pokud nějaký uzel na výzvu odpoví, je fyzická adresa (MAC) jejího uzlu stanice začleněna do seznamu sítě a je jí následně přiděleno vysílací právo Token.
2. Pokud na danou výzvu odpoví více uzlů najednou, stav je vyhodnocen jako kolizní a je spuštěn algoritmus binárního vyhledávání nejbližšího uzlu.
3. Pokud na danou adresu neodpoví žádný uzel, tak se pokračuje v posílání vysílacího práva Token následujícímu uzlu.

Odebírání uzlu z logického kruhupokud je nějaký uzel odebírán ze sítě (z logického kruhu sítě), aktivní uzel informuje uzel předešlý a odevzdá řízení uzlu následujícímu. V případě, když uzel následkem poruchy, kolize nebo z jiných příčin neodpovídá na vysílané pověření do stanoveného časového limitu (response window), odevzdá pověření nejbližšímu uzlu v síti. Uzel, který neodpovídá na výzvu, je automaticky odebrán ze seznamu, tím pádem vyloučen z logického kruhu.
Reinicializace logického kruhutento stav se vykonává při přerušení logického kruhu nebo při samotném přerušení. Realizace je realizována pomocí vysílání pověření libovolným uzlem v síti, který delší dobu detekuje nečinnost samotné sítě. V tomto případě se stav vyhodnotí jako kolize a začne probíhat algoritmus binárního vyhledávání adres podle vzestupného pořadí. Po tomto kroku se vytvoří nová síť (logický kruh).

## ACM (Access Control Mechanism)
ACM zabezpečuje následující úkoly:
- řízení přístupu k využívanému médiu
- detekci chyb a obnovu
- provozu sítě při chybách v přenosu
- inicializaci a udržování logického kruhu
- připojování a odpojování uzlů v síti

## Fyzická vrstva
Po rozebrání logického kruhu neboli logické vrstvy sítě, se můžeme podívat na realizaci samotné fyzické vrstvy sítě. Fyzická vrstva sítě může být specifikována hvězdicovou topologií s optickou kabeláží, případně topologií sběrnicovou s koaxiálním kabelem CAT (Cable Antenna Television), který má impedanci 75 Ohmů. U optických kabelů se využívá režim přenosu v základním pásmu (FO). Pro přenášení bitů po koaxiální kabeláži se využívají tři rozdílné signální techniky a to PFSK, SFSK, FB. Tyto techniky se liší kódováním a přenosovou rychlostí. Podle norem následně popíšeme výše zmíněné techniky:
Carrierband PFSK (Phase Frequency Shift Keying)je metoda přenosu signálu frekvenční modulace se spojitou změnou fáze, při které dosahuje přenosová rychlost 1 Mb/s.
Carrierband SFSK (Single Channel Phase-Coherent Frequency Shift Keying)frekvenční modulace s koherentní fází, která dovoluje přenosovou rychlost 5 – 10 Mb/s.
Broadband FB (Full Broandbandbus)režim přenosu s amplitudo-fázovou modulací PSK v proloženém pásmu s přenosovými rychlostmi 1, 5, 10 Mb/s. V tomto případě je topologie sítě stromového typu. Na rozdíl od metod Carrierband není celé přenosové pásmo přiděleno jediné přenosové cestě pro signál analogový, ale využívá se frekvenční multiplex.
Baseband FO (Fiber Optic)metoda přenosová v základním pásmu (270nm) s použitím optických vláken a frekvenční středem v oblasti 800-900nm. Topologie sítě je ve formě aktivní nebo pasivní optické hvězdy s podobnou funkcí jako je u opakovačů IEEE 802.3.

## Přenosové vlastnosti
Celkový dosah samotné fyzické sítě závisí na použitém přenosovém schématu, který určuje maximální délku segmentů a počet opakovačů v multisegmentové síti. Pro metodu PFSK se například doporučuje maximální vzdálenost 7600m a nedoporučuje se překročení délky segmentu nad 1280m při použití méně kvalitní kabeláže. Propojovací kabel uzlů ve fyzické síti by neměl přesáhnout délky 30cm. V raném běhu sítě a při neznalosti novějších metod přenosu se upřednostňovala varianta sítě FB s modulací PSK, která disponuje nejvyšší přenosovou kapacitou. V této metodě se využívá úplná širokopásmová sběrnice s možností použití rozbočovačů (Splitters) pro hvězdicové typy řešení.